# Port lotniczy Brunei
Port lotniczy Brunei (IATA: BWN, ICAO: WBSB) – międzynarodowy port lotniczy położony w Bandar Seri Begawan. Jest jedynym portem lotniczym w Brunei. Jest głównym hubem linii lotniczych Royal Brunei Airlines.

## Historia
Lotnicze przewozy transportowe w Brunei rozpoczęły się w 1953 roku, wraz z ustanowieniem połączenia lotniczego z Bandar Seri Begawan z Anduki. Pierwsze loty do Malezji zostały wykonane dla osób podróżujących z Labuan w Sabah i Lutong w Sarawak. Usługi lotniskowe były obsługiwane z obszaru Berakas w starym miejscu, z pasa zbudowanego przez Japończyków podczas II wojny światowej. 
Wzrostu popularności podróży lotniczych w latach 70. XX w. spowodowało znaczny wzrost w ruchu pasażerskim. Nagle, stary port lotniczy stał się zbyt mały dla obsługi pasażerów. Skłoniło to rząd aby znaleźć nowe miejsce do budowy nowoczesnego portu lotniczego.
Nowy port lotniczy powstał w Mukim Berakas, ponieważ był łatwo dostępny ze wszystkich regionów kraju. Lotnisko rozpoczęło działalność w 1974 roku i otworzył Brunei na świat.

## Obecnie
Lotnisko składa się z terminalu międzynarodowego, który może obsługiwać do 2 mln pasażerów rocznie, terminal cargo o pojemności 50 000 ton ładunków i terminala królewskiego, gdzie odprawia się loty sułtana. W 2005 lotnisku obsłużyło 1,3 mln pasażerów.

## Linie lotnicze i połączenia
| Linia Lotnicza        | Kierunek |
| --------------------- | --- |
| AirAsia               | 1. Kuala Lumpur |
| Cebu Pacific          | 1. Manila |
| Indonesia AirAsia     | 1. Dżakarta |
| Royal Brunei Airlines | 1. Bangkok-Suvarnabhumi 2. Pekin-Daxing (od 26 października 2024) 3. Dubaj 4. Hangzhou 5. Ho Chi Minh 6. Hongkong 7. Dżakarta 8. Kota Kinabalu 9. Kuala Lumpur 10. Kuching 11. Londyn-Heathrow 12. Manila 13. Melbourne 14. Nanning 15. Seul-Inczon 16. Szanghaj-Pudong 17. Singapur 18. Surabaja 19. Tajpej-Taoyuan 20. Tokio-Narita Sezonowo: 1. Dżudda |
| Singapore Airlines    | 1. Singapur |

## Transport
Lotnisko znajduje się około 10 minut od centrum stolicy. Istnieją regularne taksówki z i na lotnisko. Istnieją również regularne połączenia autobusowe, które krążą wokół stolicy.